# SHL21
AQUOS PHONE SERIE SHL21（アクオス フォン セリエ エスエイチエル ニイチ）は、シャープによって日本国内向けに開発された、auブランドを展開するKDDIおよび沖縄セルラー電話のCDMA 1X WIN、および第3.9世代移動通信システム（au 4G LTE）対応スマートフォンである。

## 概要
シャープのau向けスマートフォンでは初めてのLTE対応機種であり、4.7インチHD液晶、先代機種のAQUOS PHONE SERIE ISW16SH（SHI16）に続いてmicroSDXCカード(最大64GB)に対応している。製品名のSERIEは「最高峰」という意味である。
スペックだけ見ればバッテリー容量の増加とカメラの性能向上以外は先代機種とほぼ同じに見えるが、入念なチューニングや多くの改良が行われた結果、実質的にスペックアップしている。また、バッテリー容量の15%の増加に対し、連続通話時間約1.8倍と大幅に伸びている。
デザインにも力を入れており、前面はガラス1枚で凹凸が一切なく非常にすっきりしており、通話用スピーカーがない。また、背面上部に長方形（横長）のガラスパネル部分があり、ブラックアウト処理されている中にカメラ・LEDライト・赤外線ポートの3つのモジュールが組み込まれている。この結果、背面も凹凸感のないシンプルかつ美しいデザインになっている。先代機種から継承した側面の段差がアクセントとなり、全体として完成度の高いデザインを有する。
本機にはディスプレイパネル全体から音を出すダイレクトウェーブレシーバーが採用されており、同じau向けの端末であるDIGNO S KYL21やURBANO PROGRESSO（KYY04）、簡単ケータイ K012（いずれも京セラ製）に採用されているスマートソニックレシーバー同様に通話用スピーカーのないすっきりしたデザインとなっている。
本体に2系統のマイクが搭載されており、ステレオ音声による動画撮影も可能となっている。このほかISW16SH同様、おサイフケータイ（FeliCa）と世界標準のNFCにも対応している。Bluetoothは4.0に対応し、カシオ計算機製の腕時計G-SHOCKとの連携が2012年12月12日のケータイアップデートにより提供されている。これは、NECカシオ製以外のAndroid搭載スマートフォンでは初のG-SHOCK連携への対応である。
バッテリー容量は2,040mAh。なお、本機はAQUOS PHONEシリーズとしては初めて、ユーザーによるバッテリーの取り外しが不可能で、全国のauショップ・一部地域を除くトヨタディーラー各店（PiPit・トヨタレンタリース・トヨタ純正部品共販店を含む）・大型量販店等→シャープ経由の持ち込み交換扱いとなる。auカタログの2012年11月号には電池パックの項目に「SHL21UAA」と書かれていたが、そもそもバッテリーの取り外し自体ができないためオプションの電池パックは存在しない。2012年12月・2013年1月合併号以降は電池パックの項目は空欄に修正されている。

## 沿革
- 2012年（平成24年）10月17日 - KDDI、およびシャープより公式発表。
- 2012年11月2日 - 日本全国にて一斉発売。
- 2013年6月5日 - Android 4.1にバージョンアップ開始。[3]

## メール・メッセンジャー
メールはシャープオリジナルのメールアプリ。EZwebのEメールに対応し、今までのau携帯電話と同様@ezweb.ne.jpのメールアドレスがそのまま利用可能となっており、絵文字なども利用できる。またメールは3GのほかWi-Fi（無線LAN）やLTEによる通信でも送受信する事が可能である。
Android OSの特徴であるGmailの複数アカウントの同時利用が可能となる。また、Gmailはリアルタイムでプッシュ着信をする。
通常のメールアプリでは、複数のPOP、IMAPメールが利用可能であり、EZwebメールはプッシュで着信する。
メッセンジャーでは、Google Talkがプリインストールされている。但しAndroid 4.1.2にOSアップデートもしくはマーケットでアプリのアップデートを行うとGoogle+ ハングアウトに変更になる。また、マーケットから様々なメッセンジャーアプリをインストールし、利用することが可能となる。

## アプリケーション

### 利用可能なアプリケーションマーケット
- Android OS標準のGoogle Play Store（旧・Androidマーケット）が利用可能である。またau Market（旧・au one Market）も利用できる。

### プリインストールアプリケーション
- Twitter
- Google Map NAVI
- Google Maps
- Latitude
- Google検索、Google音声検索
- YouTube
- ギャラリー
- おサイフケータイ
- 読取カメラ（バーコードリーダー、情報リーダー、名刺リーダー）
- LISMO
- au one GREE
- Facebook
- Skype au
- jibe
- うたパス
- ビデオパス

## その他機能
※PC向けWebブラウザが標準装備されている。ただし、FlashはAdobe社のAndroid向けFlashプレーヤーの開発中止後の製品のためインストールされていない。携帯向けサイト(EZWeb)は他のスマートフォンやPCと同じく閲覧不可。
- 「エコ技」機能

| 主な機能・対応サービス                                                  | 主な機能・対応サービス                           | 主な機能・対応サービス              | 主な機能・対応サービス        |
| ----------------------------------------------------------------------- | ------------------------------------------------ | ----------------------------------- | ----------------------------- |
| auウィジェット Webブラウザ                                              | LISMO! for Android メディアプレイヤー LISMO WAVE | おサイフケータイ                    | ワンセグ DLNA/DTCP-IP         |
| au one メール PCメール Gmail EZwebメール                                | デコレーションメール デコレーションアニメ        | Skype au                            | PCドキュメント                |
| au Smart Sports Run & Walk Karada Manager ゴルフ(web版) Fitness、歩数計 | GPS 方位計                                       | au oneナビウォーク au one助手席ナビ | au one ニュースEX au one GREE |
| かんたんメニュー じぶん銀行                                             | 緊急速報メール                                   | Bluetooth                           | 無線LAN機能 (Wi-Fi)           |
| 赤外線通信 (IrSimple) (IrSS)                                            | WIN HIGH SPEED au 4G LTE                         | グローバルパスポート                | auフェムトセル                |
| microSD microSDHC microSDXC                                             | モーションセンサー(6軸)                          | 防水 防塵                           | 簡易留守録 着信拒否設定       |

- 安心セキュリティパックはフル対応、またGPS機能がOFFの場合でも紛失時の場所特定が可能。
- ベールビュー (覗き見防止フィルター)
- 家庭用レコーダーからの番組持ち出し[11]
- DLNAサーバー 1.5 (Image:JPEG / Audio:MP3,LPCM)
- ワイヤレス連携対応スマートファミリンク
- PlayStation Mobile対応

## ケータイアップデート
2012年11月14日のケータイアップデート
- Wi-Fi利用時に電源の再起動が発生する場合がある事象の改善。
- クイックツールボックスEXの呼出し操作の改善。

2012年12月12日のケータイアップデート
- タッチ操作や文字入力の操作時、電源の再起動が発生する場合がある事象の改善。
- Bluetoothの対応プロファイル追加に伴い、G-SHOCK連携が利用可能となる。

2013年1月16日のケータイアップデート
- スリープ画面からの復帰時にディスプレイが表示されない場合がある事象の改善。

2013年2月27日のケータイアップデート
- 「エコ技」設定にて「メールアプリ」を「対象アプリ」として設定した場合、端末のスリープ中、Cメールを受信できなくなる事象の改善。

2013年6月5日のケータイアップデート
- Android 4.1.2へのOSバージョンアップ。

2013年12月4日のケータイアップデート
- 電源が再起動する事象の改善。
- ウェルカムシート（ロック画面）からカメラが起動しない事象の改善。

2014年4月16日のケータイアップデート
- SMSの絵文字が正常に表示されない事象の改善。
- シャープのソフトウェアアップデートサーバー障害のため、2014年4月16日よりアップデートの配信を停止していたが、2014年5月12日にサーバーが復旧しアップデートの配信も再開された。[19]